# 富蘭克林街車站 (IRT百老匯-第七大道線)
富蘭克林街車站（英語：Franklin Street station）是美國紐約地鐵IRT百老匯-第七大道線一個慢車地鐵站，位於曼哈頓富蘭克林街、瓦里克街及西百老匯交界，設有1號線（任何時候停站）與2號線（僅深夜和週末停站）列車服務。

## 車站結構
| G        | 街道               | 出入口                                           |
| P 月台層 | 側式月台，右側開門 | 側式月台，右側開門                               |
| P 月台層 | 北行               | 往范科特蘭公園-242街（深夜時 往241街）（堅尼街） |
| P 月台層 | 北行快速           | 不停靠                                           |
| P 月台層 | 南行快速           | 不停靠                                           |
| P 月台層 | 南行               | 往南碼頭（深夜時 往布魯克林學院）（錢伯斯街）    |
| P 月台層 | 側式月台，右側開門 |                                                  |

車站設有兩個側式月台和四條軌道，不設跨線天橋或地下道。全日出入口位於上城一側，瓦里克街和西百老匯交界的安全島。

## 外部連結

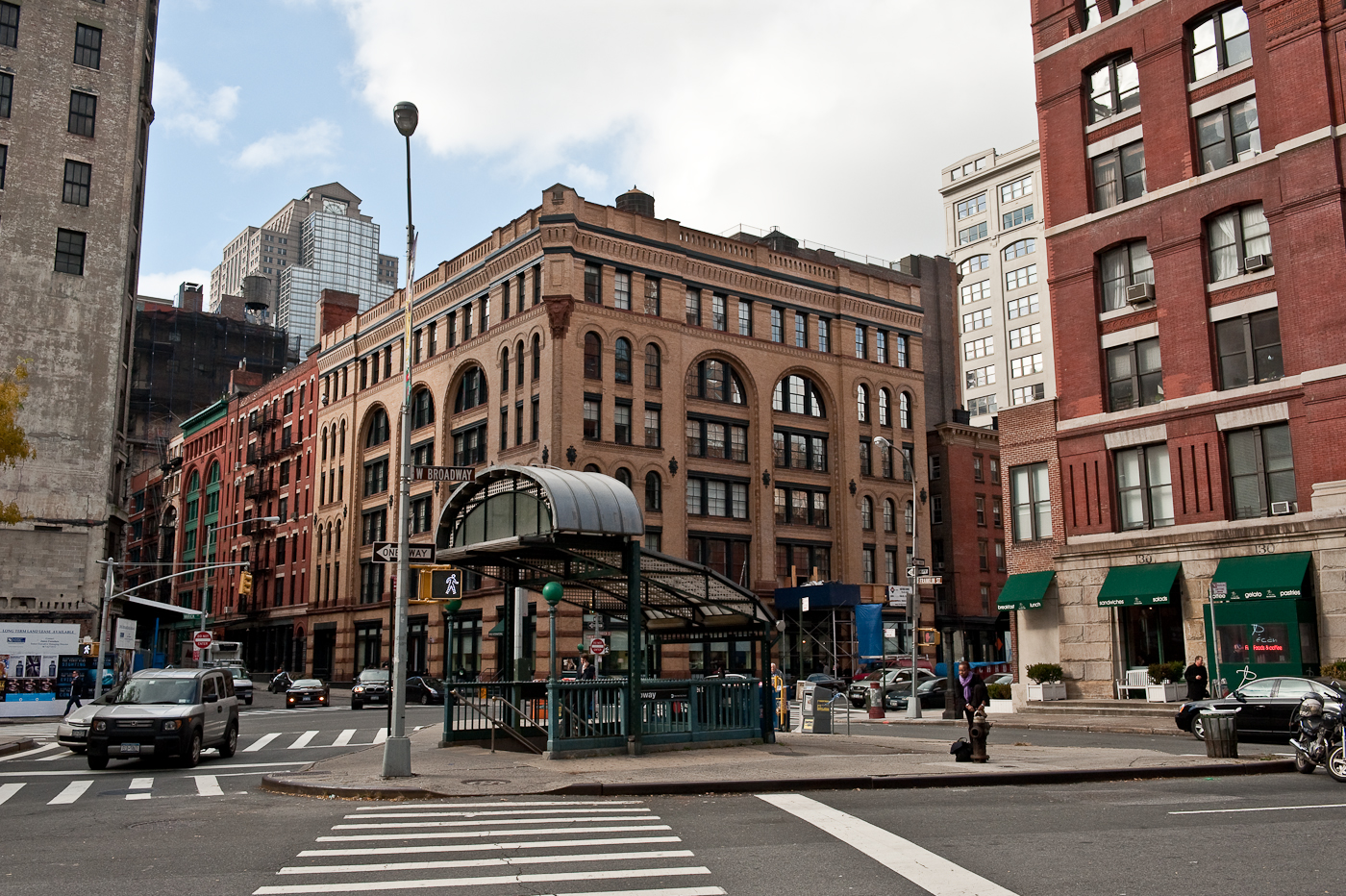
上城車站入口櫃台

- nycsubway.org—IRT West Side Line: Franklin Street
- nycsubway.org – Alleyways, Tribeca Artwork by Susan Leopold (2005) （页面存档备份，存于）
- Station Reporter – 1 Train
- Franklin Street entrance from Google Maps Street View
- Varick Street entrance from Google Maps Street View
- Moore Street exit only stairs from Google Maps Street View
- Platforms from Google Maps Street View